# The Superior Spider-Man
The Superior Spider-Man (El Superior Hombre-Araña) es un cómic publicado por Marvel Comics en el mes de enero del año 2013, forma parte de la serie Marvel NOW!. Está escrito por Dan Slott junto con el arte de Ryan Stegman, Humberto Ramos y Giuseppe Camuncoli. El cómic cuenta con un Otto Octavius supuestamente mejorado que ha tomado el cuerpo de Peter Parker y, habiendo permitido a Peter que muera en el cuerpo de Octavius, pero este afectado por los recuerdos de Peter, está decidido a ser un mejor hombre araña que el anterior, y un hombre mejor que Otto Octavius. El título sustituye a la serie de larga duración The Amazing Spider-Man.
En mayo de 2014, se anunció que la serie volvería para dos números adicionales (32 y 33) que llenan un espacio dejado por una historia anterior, así como también conducen a la historia de "Spider-Verse". Fueron liberados en agosto de 2014.

## Historia de la publicación
Marvel Comics dio a conocer este nuevo cómic en septiembre del 2012, con una imagen que decía "Superior". Días después se anunció al nuevo equipo de colaboradores, y el nuevo título de su cómic, "The Superior Spider-Man".

## Argumento

### "Mi propio peor enemigo"
Después de la muerte de Peter Parker en el clímax de la historia de "Dying Wish" en Amazing Spider-Man # 700, Doctor Octopus ha implantado su mente en el cuerpo de Peter Parker, decidido a probarse como el "Superior" Spider-Man al ser ambos un mejor superhéroe y persona de lo que Parker podría ser. Octavius gana la aclamación pública cuando derrota a los Seis Siniestros. Desconocido para Otto, inconscientemente lo detiene la conciencia de Parker que todavía existe dentro de su cuerpo, enterrada debajo de la de Octavius, con la intención de detener al villano y reclamar su vida. Peter demuestra ser incapaz de influir en Octavius de la más mínima manera. Otto involuntariamente se hace compartir el amor genuino de Peter por Mary Jane Watson, y la aleja por su propia seguridad.
Cuando resurge su antiguo compañero siniestro Buitre, Octavius intenta convencer a su viejo amigo de que abandone el crimen. Al descubrir que el Buitre emplea a niños como secuaces, Otto brutalmente derriba al Buitre, cegándolo en el proceso. Los duendes restantes del buitre son capturados por el Duende Verde. Con su reputación despiadada creciendo, Octavius se enfoca en una mayor eficiencia, desarrollando miles de "Spider-Bots" que patrullan la ciudad para él mientras regresa a la universidad como Parker para completar su doctorado, a su vez creciendo cerca de su tutora Anna Maria Marconi. Otto localiza al asesino Masacre que escapó, a quien luego ejecuta públicamente para evitar más asesinatos.

### "Una mente atribulada"
Su decisión de ejecutar a Masacre se siente mal con sus compañeros de equipo en Los Vengadores y lo traen para interrogarlo después de una paliza brutal de los bromistas Jester y Screwball. Las pruebas de los Vengadores no logran exponer el intercambio de ideas de Octavius. Otto usa un escáner cerebral para tratar la lesión cerebral de una niña, luego usa el dispositivo para descubrir la presencia de Parker en su mente. Se produce una batalla mental entre él y Parker. Octavius derrota a Parker, luego aparentemente elimina a Peter borrando los recuerdos de Peter.
El Capitán de Policía, Yuri Watanabe pregunta a los oficiales presentes durante el asesinato de Masacre. Una autopsia revela que Masacre no pudo disparar un arma y recibió un disparo a quemarropa, confirmando las sospechas de Yuri. El Duende Verde piratea la tecnología de Spider-Bots para permitir a sus seguidores evitar la detección. Antiguos secuaces del Buitre antorcha el club nocturno de Mary Jane en venganza por un intento fallido anterior. Mary Jane cree que Peter vendrá a rescatarla, pero es salvada por los bomberos locales. Otto se vuelve más cercano con Anna Maria Marconi. El Duende Verde se declara el "Rey" Duende, a medida que su ejército crece.

### "Sin escape"
Se le pide a Spider-Man que supervise la ejecución de Alistair Smythe. Cuando comienza la ejecución, los mini Spider-Slayers permiten a Smythe intentar escapar. Jameson le dice a Spider-Man que se asegure de que Smythe muera por cualquier medio necesario. Otto predice todos los intentos de escape de Smythe y finalmente apuñala a Smythe. Smythe intenta transferir su mente a Spider-Man, pero Otto también planeó esta posibilidad. Más tarde, Spider-Man usa una grabación de la orden de matar de Jameson para chantajear a Jameson. Otto luego asalta Shadowland, el dominio de Kingpin y el nuevo Hobgoblin, con sus tanques sin nada y ejército de minions Spiderling. Kingpin huye y enmarca su muerte con un cuerpo doble. Los soldados del Duende Verde se regocijan con el hecho de que su jefe ahora posee más de la mitad del crimen organizado de Nueva York. Tiberius Stone sabotea a Hobgoblin, arruinándolo. Spider-Man revela públicamente a Phil Urich como el nuevo Hobgoblin. Phil se da cuenta de que no tiene dónde huir y toma a Norah Winters como rehén. Spider-Man llega al Daily Bugle y derrota a Urich. Phil Urich es luego liberado por Amenaza y llevado al Duende Verde, luego se le da una nueva armadura y el título "Caballero Duende".

### "Maldad Necesaria"
En el año 2099, Miguel O'Hara se sorprende por la aparición de los dinosaurios y los biplanos de la Primera Guerra Mundial. Alchemax envía a Spider-Man 2099 de vuelta para detenerlo. Otto en el presente ataca a Tiberius Stone, pero es detenido por Spider-Man 2099. Grady usa la Puerta del Tiempo para ver el día del Incidente de Alpha. Él regresa para encontrarlos rodeados de explosiva energía crónica. Otto accede a los recuerdos de Peter, para tratar de detener la explosión del tiempo. Esto hace que la conciencia de Peter resurja. Tyler Stone destruye su máquina del tiempo en el futuro, varado Spider-Man 2099. Carlie descubre que los fondos de Spider-Man provienen de una cuenta secreta. Spider-Man se dirige a una cita con Anna Maria solo para conocer a la Gata Negra. Spider-Man la golpea y la atrapa para la policía. Peter / Otto inicia Industrias Parker. En ESU, el profesor Lamaze acusa a Peter de (irónicamente) plagiar a Otto Octavius. Angelina Brancale, la exnovia de Otto, se entera de que Otto Octavius está muerto. Ella reinicia su traje de poder VR y se convierte en Stunner nuevamente. Stunner ataca al Bugle. Otto apaga su interfaz VR y la lleva de regreso a su base. Cuando despierta, Otto aparece holográficamente como su yo anterior, y le dice que se ha ido. Lamaze retira sus acusaciones después de haber sido visitado por Otto. Carlie Cooper y Wraith aprenden que Spider-Man está recibiendo dinero de la cuenta bancaria de Otto Octavius. Carlie cree que sus mentes han cambiado, pero ella es secuestrada y llevada al Rey Duende.

### "Superior Venom"
Flash Thompson (Agente Venom) regresa a Nueva York. Flash enfrenta al Maestro del Crimen, pero Otto interviene. Maestro del Crimen es solo un delincuente común que ha comprado el disfraz de Hobgoblin. Otto luego enciende a Flash. Flash huye a un hospital antes de encontrarse con Peter Parker. "Peter" lo invita a entrar. Otto obtiene conocimiento sobre la relación de Flash con Peter durante la visita. Otto le pide a Flash que venga a Industrias Parker, bajo la apariencia de darle unas prótesis en las piernas. Flash no se da cuenta de que Otto intenta eliminar el simbionte. En el laboratorio, el simbionte se adhiere a Otto. El simbionte pronto trata de huir de nuevo a Flash, pero Otto gana el control. Superior Venom despacha criminalidad más despiadadamente que nunca. Iron Man lleva a Flash para enfrentarse a Superior Venom. Superior Venom es emboscado por Flash en la armadura de Iron Man. Durante la lucha mental entre el simbionte y Otto, la conciencia de Peter separa a Otto del simbionte, dejándolo volver a unirse con Flash. Cuando los Vengadores se enfrentan a Spider-Man sobre su brutalidad, Otto miente diciendo que el simbionte estaba en control durante los últimos meses. Otto se va de los Vengadores. Mientras tanto, el Duende Verde rocía a Carlie Cooper con suero Duende y la transforma en "Monster". Duende Verde y Hobgoblin luchan por el control de NYC. Hobgoblin muere, pero Phil Ulrich descubre que era un doble del cuerpo.

### "Nación Duende"
El Rey Duende atrae al Superior Spider-Man a su escondite, revelando que sabe que Otto está habitando el cuerpo de Spider-Man. Le ofrece a Octavius una tregua si Otto se somete a él. Otto se niega. El Duende ataca y destruye su base araña. Otto y Cerebro Viviente apenas escapan. El Duende persigue a todos los asociados de Parker, pero Mary Jane se preparó con un plan de evacuación, rescata a la tía May y les advierte a todos. Solo Anna Maria es secuestrada. Monster / Carlie Cooper revela que ella está parcialmente en control y se ofrece a sí misma como sujeto de prueba para crear una cura para el Suero Duende. El Duende destruye todo lo que Otto creó / guardó para construir su nuevo legado: la casa de su infancia, el centro de investigación donde creó sus brazos, el "BoneYard" donde estuvo toda su parafernalia, la fábrica de refrescos donde hizo su primer acto heroico y la Clínica HEART. Para empeorar las cosas, J. Jonah Jameson lanza un ejército de Spider-Slayers construido por Alchemax, pero son atacados por el Duende Verde. Spider-Man 2099 viene a ayudar, pero Otto lo abandona para salvar a Anna Maria. Después de dudar si salvar a una niña, Amy Chen (a quien Otto había ayudado mediante cirugía cerebral), o ir tras el Duende, Otto se da cuenta de que salvar a Anna Maria está más allá de él, y permite a Peter Parker recuperar el control de su cuerpo. Parker ayuda a O'Hara y cura a Amenaza con el suero anti-Duende. Durante su pelea con el Duende Verde pierde el último suero, antes de quitar la máscara del Rey Duende, revelándolo como el asociado de Alchemax, Mason Banks. Sin embargo, confirma que sí es Norman Osborn, que se sometió a cirugía plástica para moverse sin ser detectado, lo que le permitió construir la Nación Duende, secuestrar la red de seguridad de Octavius y en secreto haber asegurado que Alchemax fuera asignado por su nieto, Normie. Sin su máscara, los spider-bots reconocen a Osborn como una amenaza y administran el antisuero Duende. Él escapa y jura venganza, proclamando que "nunca lo verán venir". Tiberius Stone retoma y tiene la intención de vender los Spider-Slayers en el mercado negro. Jameson luego renuncia como alcalde de Nueva York.

## Spider-Verse
Durante las 24 horas que Superior Spider-Man había desaparecido después de la explosión de Horizon Lab, fue teletransportado a 2099, donde utilizó la tecnología del futuro para encontrar un camino de regreso, pero en su lugar descubre la existencia de los herederos. Él recluta la ayuda de otro Spider-Man para luchar. Después de su transporte, el Superior Spider-Man creía que se encontraba con una versión anterior de Peter Parker como Spider-Man, a diferencia de una versión futura, ya que creía que había derrotado a Parker permanentemente. Después de la derrota de los herederos, Superior Spider-Man regresa a su lugar en la línea de tiempo de Tierra-616, pero no tiene ningún recuerdo de los eventos de Spider-Verse.

## En otros medios

### Televisión
- La historia se menciona directamente en la serie The Big Bang Theory. En el episodio "El engaño de verificación", Howard Wolowitz se queja de este cómic mientras Raj Koothrappali dice que la historia combina los elementos de Spider-Man y Un viernes de locos.
- La historia se alude en Ultimate Spider-Man: Web Warriors. En el episodio "El Hombre Araña Vengador, Parte 1", Loki cambia de cuerpo con Spider-Man a la que Doc Ock dice que es una buena idea que va a tomar nota.
- La historia del Superior Spider-Man aparece en Marvel's Spider-Man:
  - El personaje aparece en la segunda temporada, con la voz de Robbie Daymond, mientras que Scott Menville ofrece sus monólogos de pensamiento interno, en una adaptación / reinvención de la serie Superior Spider-Man que tiene lugar entre los episodios "The Living Brain" y "Superior".[33] En los episodios "The Living Brain" y "My Own Worst Enemy", el Doctor Octopus puede transferir con éxito su mente al cuerpo de Spider-Man, dejando la mente de Peter atrapada en el Living Brain, pero se deja llevar por los recuerdos persistentes de Peter sobre el tío Ben para derrotar a su antigua cómplice Silver Sable. Debido a esto, abandona sus planes de hacerse cargo de Nueva York a favor de convertirse en su protector, crear un nuevo traje y comenzar a formular métodos para convertirse en un luchador contra el crimen más eficiente que Peter. Sin embargo, en "Critical Update", sus acciones, incluidas las vistas en una pelea contra Sandgirl, hacen que Miles Morales sospeche de "Spider-Man", ya que Octavius todavía está bastante inmerso en su ideología de que él es mejor que todos los demás y mostrando formas más agresivas a pesar de ser reformado en este punto. Mientras tanto, la mente de Peter intenta escapar del Cerebro Viviente usando el Neuro Cortex, mientras tiene que evitar que Max Modell lo elimine sin saberlo. En "A Troubled Mind", Superior Spider-Man se enfrenta a Iron Man, Black Widow y Ms.Marvel, quienes están investigando las sospechas de Miles, aunque forman una alianza de mala gana mientras luchan contra A.I.M. y su recién creado líder MODOK. Aunque la investigación de los Vengadores se cancela cuando no pueden demostrar que algo está mal con "Spider-Man", Miles descubre la verdad del verdadero Peter, que se ha descargado en los tentáculos desechados de Octavius. Durante el mismo episodio, los antecedentes de Octavius se revelan cuando Peter encuentra recuerdos de las relaciones de Otto con un deportista llamado Steve y su padre Torbert Octavius. En "Cloak and Dagger", Octavius (a través del cuerpo de Peter) se reinscribe en Midtown High y es reclutado por Anna Maria Marconi en una propuesta de patrocinio a Alchemax para que pueda ser igual a Horizon High. Cuando el dúo titular asalta Midtown High en un intento de vengarse de Tiberius Stone por los experimentos que les dieron sus poderes, Superior Spider-Man se adelanta para defender a la escuela del dúo.
  - Mientras tanto, la Nación Duende aparece en el final de temporada de varias partes "Goblin War", con Adrian Toomes como el Rey Goblin, el líder del grupo, y Alistair Smythe como uno de sus subordinados. Todos los miembros de la organización usan versiones actualizadas y recoloradas de la armadura Hobgoblin utilizada por Harry Osborn. En el episodio previo al "Guerra del camino a los duendes", Spider-Man y Octavius persiguen a Slyde mientras intenta destruir Nueva York utilizando productos químicos de vanguardia para vengarse de Beeman Chemicals Corporation y su CEO Alan Beemont. Sin embargo, se revela que el Dr. Joseph Rockwell orquestó el alboroto de Slyde para que Alan fuera despedido de la compañía y la Nación Duende se hiciera cargo. En "Goblin War: Part 1", Spider-Man, Octavius, Ghost-Spider y Spider-Girl se encuentran por primera vez con la Nación Duende. Ghost-Spider y Spider-Girl piensan que Peter está detrás de la concepción de la Nación Duende debido a las acciones de Octavius de cuando era Superior Spider-Man, sin darse cuenta del intercambio de cuerpos. Spider-Man mismo, mientras tanto, piensa que Alistair es el autor intelectual debido a la probabilidad de que, después de haber tomado el lugar de Peter en Horizon High después de que Octavius lo haya reinscrito en Midtown High, podría haber tenido acceso a la tecnología Duende en las computadoras de la escuela desde cuando Harry (el creador original de la tecnología) era estudiante. Sin embargo, se revela que Alistair es solo uno de los últimos miembros de la organización. Hobgoblin se une a Spider-Man para encontrar y desenmascarar al líder de la Nación Goblin: el Rey Goblin. Spider-Man sospecha que su mejor amigo puede llevarlo a una trampa mientras Hobgoblin está convencido de que el Rey de los Goblins es su padre posiblemente vivo. Los muchachos viajan a una cámara oculta llena de tecnología Goblin de Norman y posteriormente luchan contra el Rey Goblin y los Wake Riders, descubriendo que no es otro que el antiguo compañero de equipo Sinister Six de Octavius. Al mismo tiempo, Ghost-Spider y Spider-Girl descubren que los clanes Goblin múltiples están en libertad: los Electro Goblins y War Goblins liderados por Electro y Crossbones respectivamente. Spider-Man reúne al Equipo Araña y sus nuevos aliados con la esperanza de desafiar y detener a la Nación Goblin con un ejército propio. Mientras que Otto y Anna Maria brindan apoyo táctico detrás de escena, Spy-D y Spider-Girl se enfrentan a los Electro Goblin liderados por Electro, mientras que Ghost-Spider lucha y derrota a Barkley y los Wake Riders. Spider-Man y Hobgoblin luchan contra los Cyber Goblins con Silvermane destrozando la máscara de Hobgoblin después de considerar a Harry indigno antes de ser derrotado por los muchachos. Mientras tanto, Spy-D, Ghost-Spider y Spider-Girl intervienen en una pelea entre Electro Goblins y War Goblins, durante la cual Electro es debilitado por Crossbones usando un dispositivo construido por sus 'cabezas de huevo'. Crossbones es atacado posteriormente por Ghost-Spider y derrotado por Spy-D. Con los diversos clanes Goblin atendidos, todo lo que queda es el Rey Goblin. La historia llega a su fin cuando Spider-Man, Hobgoblin y el Doctor Octopus se enfrentan a Toomes, que está armado con un poderoso traje Goblin Mech capaz de controlar cualquier maquinaria en su rango y enciende fácilmente al resto de su organización en su búsqueda personal de poder. Al darse cuenta de que solo el Neuro Cortex puede desactivar el Goblin Mech, Spider-Man planeó arriesgar su propia vida para lograr este plan, pero el Doctor Octopus toma el Neuro Cortex y usa el dispositivo en su lugar. Esta acción le roba a Toomes su arma definitiva, sin embargo, el Doctor Octopus finalmente muere en el proceso. Como consecuencia, los diversos miembros de la Nación Duende son detenidos. En el funeral de Octavius, Peter se reconcilia con Gwen, Anya y Max por todo lo que se hizo cuando la conciencia de Otto estaba en su cuerpo. Para su sorpresa, Peter es invitado de regreso a Horizon High gracias a una carta de recomendación que Octavius escribió antes de su muerte a Max.

### Cine
El arte conceptual para el vestuario basado en el de Superior Spider-Man fue diseñado por Ryan Meinerding durante la producción de Spider-Man: Homecoming; está destinado a que el traje sea utilizado en una futura película de Marvel Cinematic Universe.

### Los videojuegos
- El Superior Spider-Man aparece en Lego Marvel Super Heroes, expresadas por James Arnold Taylor. Él aparece como un personaje jugable separado para Spider-Man (Peter Parker) y el Doctor Octopus regulares. El Superior Spider-Man puede ser desbloqueado mediante la búsqueda en el mundo centro de la ciudad de Nueva York.
- El Superior Spider-Man aparece como un traje alternativo para Spider-Man en Marvel Heroes, con la voz de Christopher Daniel Barnes.
- El Superior Spider-Man aparece como un traje alternativo para Spider-Man en The Amazing Spider-Man 2.
- El Superior Spider-Man aparece como un carácter separado en Marvel Super Hero Squad Online.
- El Superior Spider-Man es un personaje jugable en Spider-Man Unlimited.
- El Superior Spider-Man aparece en Marvel: Avengers Alliance. Como un héroe caja de seguridad reproducible.
- El Superior Spider-Man y el Octopus Superior aparecen en MARVEL Future Fight como uniformes alternativos para el Doctor Octopus.
- El Superior Spider-Man aparece como un disfraz alternativo descargable para Spider-Man en Marvel vs. Capcom: Infinite.